# Élections provinciales de 2018 dans la province d'Anvers
Les élections provinciales de 2018 dans la province d'Anvers ont lieu le dimanche 14 octobre 2018 afin d'élire les 36 conseillers de la province d'Anvers pour un mandat de six ans.
La N-VA reste le premier parti de la province mais enregistre une légère baisse. 
Le scrutin voit également la chute du sp.a qui devient le sixième parti de la province.
Les écologistes et les nationalistes flamands du Vlaams Belang sont en hausse et récoltent chacun un peu plus de 14 % des voix. 
La nouvelle majorité est une coalition N-VA-CD&V présidée par Luk Lemmens (N-VA).

## Contexte
La taille du conseil provincial a été réduite de 72 à 36 sièges depuis la dernière élection.

## Mode de scrutin
Afin d'élire le conseil provincial, les sièges sont répartis  entre plusieurs circonscriptions proportionnellement au nombre d'habitants. Ensuite, ils sont attribués sur base de la représentation proportionnelle selon le système d'Hondt.

## Résultats

### Anvers
|       |          |           |       |     |         |     |
| Parti | Parti    | Voix      | %     | +/- | Sièges  | +/- |
|       | N-VA     | 373 181   | 32,8  | 3,1 | 14 / 36 | 13  |
|       | CD&V     | 175 519   | 15,4  | 1,4 | 6 / 36  | 7   |
|       | Groen    | 163 193   | 14,3  | 5,0 | 5 / 36  | 1   |
|       | VB       | 161 708   | 14,2  | 3,3 | 6 / 36  | 1   |
|       | Open Vld | 103 837   | 9,1   | 1,0 | 2 / 36  | 5   |
|       | sp.a     | 90 521    | 8,0   | 4,8 | 2 / 36  | 8   |
|       | PVDA     | 51 455    | 4,5   | 1,1 | 1 / 36  | 1   |
|       | Autres   | 17 976    | 1,7   | 0,8 | 0 / 36  | 0   |
| Total | Total    | 1 137 390 | 100,0 |     | 36      | 36  |